# Pachrodema castanea
Pachrodema castanea är en skalbaggsart som beskrevs av Blanchard 1851. Pachrodema castanea ingår i släktet Pachrodema och familjen Melolonthidae. Inga underarter finns listade i Catalogue of Life.